# روجر كيو. وليامز
روجر كيو. وليامز (بالإنجليزية: Roger Q. Williams)‏ هو عسكري أمريكي، ولد في 30 أبريل 1894 في بروكلين في الولايات المتحدة، وتوفي في 12 أغسطس 1976 في ألاميدا في الولايات المتحدة.